# La amazona (Modigliani)
La amazona es un óleo sobre lienzo de 92 × 65 cm creado en 1909 por el pintor italiano Amedeo Modigliani.

## Obra
Forma parte de una colección privada. 
Fue Jean Alexandre, hermano de Paul Alexandre, médico amigo y coleccionista del artista, quien empujó a su amante, la baronesa Marguerite de Hasse de Villers, apasionada de la equitación, a ver su retrato vestida de amazona realizado por Modigliani. 
Unas horas antes de entregar la obra a su futura propietaria, Modigliani decidió retocarla. Con la idea de crear un fuerte contraste, cambió el color de la chaqueta, roja o verde según las fuentes, por el que aparece hoy, un color que no es usado por los jinetes. Insatisfecha, la noble y altiva compradora rechazó el cuadro; finalmente fue Paul Alexandre quien lo compró.